# Косяки (телесеріал)
«Косяки» (англ. Weeds) — американський комедійний телевізійний серіал, створений Дженжі Коен, що транслювався на кабельному каналі Showtime з 7 серпня 2005 року по 16 вересня 2012 року. За цей період було показано вісім сезонів, які включають в себе сто два епізоди.
Сюжет серіалу обертається навколо овдовілої домогосподарки і матері двох підлітків з маленького багатого каліфорнійського передмістя Ненсі Ботвін, у виконанні Мері-Луїз Паркер, яка щоб звести кінці з кінцями, стає дилером марихуани для верхівки середнього класу.
Серіал домігся як рейтингового, так і критичного успіху, ставши одним з найуспішніших проєктів каналу Showtime. Також проєкт отримав ряд нагород, включаючи «Золотий глобус», «Еммі», премію Гільдії сценаристів США, «Молодий актор» і «Супутник».